# Ojrzeń
Ojrzeń è un comune rurale polacco del distretto di Ciechanów, nel voivodato della Masovia.
Ricopre una superficie di 123,11 km² e nel 2004 contava 4 420 abitanti.